# Форкола
Форкола (итал. Forcola) је насеље у Италији у округу Сондрио, региону Ломбардија.
Према процени из 2011. у насељу је живело 874 становника. Насеље се налази на надморској висини од 267 м.

## Становништво
Према резултатима пописа становништва 2011. у општини је живело 835 становника.
| 1936. | 1951. | 1961. | 1971. | 1981. | 1991. | 2001. | 2011. |
| ----- | ----- | ----- | ----- | ----- | ----- | ----- | ----- |
| 1.247 | 1.273 | 1.252 | 1.112 | 1.037 | 953   | 874   | 835   |